# 西念未優
西念 未優（さいねん みゆ、1996年6月26日 - ）は、日本の元モデル。東京都出身。スターダストプロモーションに所属していた。姉は元ハロプロエッグの西念未彩。

## 出演

### 映画
- 孤独な惑星（2010年）

### 雑誌
- 小学館 小学6年生（2008年）読者モデル